# Alien: Isolation
Alien: Isolation és un videojoc de terror de supervivència de 2014 desenvolupat per Creative Assembly i publicat per Sega per a PlayStation 3, PlayStation 4, Windows, Xbox 360 i Xbox One. Basat en la sèrie de pel·lícules Alien, el joc està ambientat 15 anys després dels esdeveniments de la pel·lícula original de 1979, i segueix l'enginyera Amanda Ripley, filla de la protagonista Alien Ellen Ripley, mentre investiga la desaparició de la seva mare a bord de l'estació espacial Sebastopol. Un cop a dins, l'Amanda descobreix que l'estació ha caigut en un desordre a causa d'una criatura Alien solta i ha de trobar una manera d'escapar. El joc posa èmfasi en el sigil i el joc de terror de supervivència, que requereix que el jugador eviti, superi astutament i lluiti contra els enemics amb eines com un rastrejador de moviment i un llançaflames.
Alien: Isolation va ser dissenyat per assemblar-se a la pel·lícula Alien original en comptes de la seva seqüela de 1986 més orientada a l'acció Aliens, i presenta un estil similar, visió dels anys 70 de com podria ser el futur. Funciona amb un motor construït per adaptar-se al comportament de l'Alien i als aspectes tècnics com ara els efectes atmosfèrics i d'il·luminació. Creative Assembly pretenia fer d′Alien: Isolation un joc de tercera persona, però va utilitzar la primera persona per crear una experiència més intensa. Es van llançar diversos paquets de contingut descarregable, alguns dels quals reviuen escenes de la pel·lícula original.
Alien: Isolation va rebre crítiques positives i va vendre més de dos milions de còpies el maig de 2015. La seva direcció artística retro-futurista, el disseny de so i la intel·ligència artificial van ser elogiats, mentre que els seus personatges i la durada va rebre algunes crítiques. Va aparèixer a diverses llistes de "millor de" i va guanyar diversos premis de final d'any, com ara el millor àudio als Game Developers Choice Awards de 2015 i l'èxit d'àudio als 11th British Academy Games Awards. Va veure ports a Linux i OS X el 2015, Nintendo Switch el 2019, després a Android i dispositius mòbils iOS el 2021. També es va afegir al servei Amazon Luna el 2021.

## Jugabilitat

El jugador pot utilitzar el detector de moviment per rastrejar la ubicació de l'Alien. Mentre es detecti moviment davant del rastrejador, apareixerà un petit cercle a la seva pantalla.

The Creative Assembly va descriure a Alien: Isolation com un joc survival horror, i amb això en ment van dissenyar el joc el més semblant a la pel·lícula de Ridley Scott, Alien: el vuitè passatger, i no com Aliens de James Cameron, que està més orientada a l'acció. A diferència de la majoria dels altres jocs de la franquícia, a Alien: Isolation només hi ha un xenomorf a la major part del joc, i aquest no pot ser eliminat, fent que el jugador hagi d'utilitzar tàctiques de sigil per sobreviure. Tot i que el joc compta amb algunes armes, aquestes són només letals contra humans i androides. En lloc de seguir un camí predeterminat, la intel·ligència artificial del xenomorf ha estat programada per caçar activament el jugador utilitzant la seva vista, audició i olor. L'intel·ligència artificial de l'Alien va ser programada amb una complexa sèrie de dissenys de comportament que s'alliberen progressivament a mesura que troba el jugador per crear la il·lusió que l'alien està aprenent de les seves trobades amb ell /ella i fa ajustaments a la seva estratègia de caça segons aquestes trobades. Això inclou l'habilitat de l'alien d'investigar fonts secundàries de distorsions; per exemple, si s'observa que una taquilla o resclosa està oberta, l'alien buscarà qui la va obrir. El xenomorf emet vocalitzacions que el jugador pot escoltar per entendre les seves intencions en cada moment; un crit pot indicar que la criatura està per atacar, mentre que altres sons poden indicar que l'alien ha vist alguna cosa, està buscant o ha perdut la pista de la presa.
El jugador pot ajupir-se darrere d'objectes per trencar la línia de visió del xenomorf, i d'allà pot fer cops d'ull o inclinar-se als costats per poder veure. El jugador també té la possibilitat de córrer, però això augmenta el so que fa i així les possibilitats que l'alien el trobi s'incrementen. El jugador porta una llanterna i un detector de moviment per rastrejar els moviments de l'alien, però, utilitzar-los crea llum i so, el que també augmenta les possibilitats de ser trobat. El jugador pot ficar-se sota taules, o dins de taquilles per ocultar-se del xenomorf, i en algunes ocasions haurà d'estrènyer un botó per aguantar la respiració i així evitar fer sons. Els nivells són dissenyats per ser no lineals, amb diversos punts d'entrada i sortida a cada habitació, proveint així rutes alternatives tant per al xenomorf com per al jugador per atacar o escapar-se, respectivament.
El joc no compta amb un heads-up display, cosa que requereix que el jugador utilitzi el seu inventari per adquirir informació, per exemple, utilitzant el seu detector de moviment per ubicar l'alien. Utilitzar el detector de moviment activa un efecte de profunditat de camp perquè el jugador no pugui enfocar-se en el rastrejador i el que està davant seu alhora. Encara que el detector pot detectar la ubicació aproximada del xenomorf, no pot determinar la ubicació específica, o ubicar el monstre si no s'està movent. El joc inclou un sistema de fabricació que permet al jugador crear armes o eines per defensar-se. Els objectes apareixen en llocs aleatoris, cosa que obligarà els jugadors a explorar el nivell per trobar-los cada vegada que juguin de nou en lloc de memoritzar les seves ubicacions. A Alien: Isolation, també hi ha ordinadors i altres dispositius que es poden hackejar per accedir a informació o activar accions en el joc.

## Trama
El 2137, 15 anys després dels esdeveniments de la pel·lícula original Alien, Amanda Ripley, filla d'Ellen Ripley, s'assabenta que s'ha localitzat la gravadora de vol de la nau de la seva mare, el Nostromo. La gravadora de vol va ser recuperada per la nau de salvament Anesidora, i es troba a bord de Sebastopol, una estació espacial de Seegson Corporation que orbita al voltant del gegant gasós KG-348 del sistema de Zeta Reticuli. Christopher Samuels, un androide de Weyland-Yutani, ofereix a Ripley un lloc a l'equip de recuperació perquè pugui tancar el destí de la seva mare desapareguda.
Ripley, Samuels i l'executiva de Weyland-Yutani, Nina Taylor, viatgen a "Sebastopol" a través del "Torrens", una nau de missatgeria, només per trobar l'estació danyada i les comunicacions externes fora de línia. Mentre intentava caminar a l'espai a Sebastopol, la seva línia d'EVA és tallada per les runes, i Ripley és separada dels altres i obligada a entrar a l'estació per ella mateixa. Mentre explora l'estació, Ripley troba la gravadora de vol del Nostromo, però les dades s'han corromput, i també descobreix que l'estació està fora de control a causa d'una criatura alienígena mortal que s'amaga a bord. Després de reagrupar-se amb Samuels i Taylor, Ripley es troba amb el mariscal Waits de l'estació i el seu adjunt Ricardo. Waits explica que l'extraterrestre va ser portat a l'estació pel capità de l′Anesidora Henry Marlow, qui, després de recuperar la gravadora de vol del Nostromo mentre recuperava les seves restes a l'espai, va poder fer marxa enrere en el camí del Nostromo cap a LV-426 i localitza la nau alienígena abandonada, que conté dins d'un niu d'ous alienígenes. Mentre estava dins, la dona de Marlow va ser atacada per un abraçacares. Marlow la va portar a bord de Sebastopol per rebre tractament i va ser empresonada per Waits després que un rebentapits n'eclogués mortalment. Waits convenç a Ripley de contenir l'Alien dins d'un mòdul remot de l'estació, i després expulsar-lo a l'espai. Tot i que Ripley té èxit, Waits expulsa el mòdul amb ella encara dins. Arribant al KG-348, Ripley torna a l'espai a Sebastopol amb un vestit espacial.
Ripley torna per enfrontar-se a Waits, però en Ricardo revela que els androides de servei de l'estació han començat de sobte a matar la tripulació restant, inclòs Waits. En Samuels intenta connectar-se amb la intel·ligència artificial de l'estació, APOLLO, per aturar el tumult. No obstant això, les contramesures defensives dels sistemes el maten poc després que obri un camí per a Ripley cap al nucli de control d'APOLLO. Allà, Ripley descobreix que Seegson havia estat intentant vendre Sebastopol a Weyland-Yutani, qui va ordenar a APOLLO que protegés l'Alien a tota costa. Ripley li diu a APOLLO que la criatura ja no és a bord de l'estació i li demana que cessi tota activitat, però el sistema es nega, afirmant que "les exploracions programades del reactor no estan verificades". Al reactor, Ripley descobreix un niu amb centenars d'Aliens i inicia una purga del reactor per destruir-lo.
Més tard, Ripley s'assabenta que Taylor va ser enviada en secret per recuperar l'Alien de Sebastopol, i que va alliberar Marlow a canvi de la ubicació del LV-426. No obstant això, Marlow creua i la pren com a ostatge a bord de l′Anesidora. Allà, Ripley finalment descobreix la gravadora de vol del Nostromo, que conté un missatge personal per a ella de la seva mare, donant-li així un comiat. Mentrestant, Marlow intenta sobrecarregar el reactor de fusió de l′Anesidora per destruir Sebastopol i assegurar-se que cap criatura sobrevisqui; Taylor el mata en un intent d'aturar això, però ella mateixa és assassinada per una descàrrega elèctrica, obligant a Ripley a escapar poc abans que l′Anesidora exploti. L'explosió destrueix els estabilitzadors orbitals de Sebastopol, fent que l'estació caigui lentament a l'atmosfera del KG-348. Ripley i Ricardo es posen en contacte amb els Torrens per a l'extracció, però un abraçacares s'enganxa a Ricardo, obligant a Ripley a abandonar-lo. Després de sortir per ajudar els Torrens a separar-se de l'estació, Ripley està envoltada de criatures alienígenes i finalment la llança a la nau per una explosió. A bord dels Torrens, Ripley descobreix que un altre Alien ha pujat a la nau. Quan es veu arraconada a la resclosa d'aire, s'expulsa ella mateixa i l'Alien a l'espai. A la deriva amb el seu vestit espacial, Ripley és despertada per un reflector.

## Desenvolupament
The Creative Assembly, més conegut pel seu treball a la sèrie de videojocs Total War, va començar a treballar en el joc després de completar Viking: Battle for Asgard. Un equip de desenvolupament de sis persones va desenvolupar un petit joc multijugador per presentar la idea a Sega, un joc d'«fet-i-amagar» en què el rol de xenomorf havia de ser controlat per un dels jugadors. El joc es va tornar «una mica viral dins de Sega», i el projecte va ser aprovat. Els desenvolupadors es van sentir frustrats per no poder parlar sobre el seu propi joc durant el dificultós llançament de Aliens: Colonial Marines. Un nombre important d'ex-desenvolupadors de Crytek va treballar en el projecte.
Encara que el joc està ambientat en el futur, la tecnologia mostrada en el joc està feta per semblar que va ser dissenyada els anys 1970 perquè es vegi igual a la de la primera pel·lícula d′Alien: el vuitè passatger. Per aconseguir aquesta comesa, l'estudi va emular el procés creatiu de la pel·lícula mateixa, i que estava disponible en aquell moment. Els artistes del joc van estudiar el concepte original de Ron Cobb i van usar versions de tauletes dels seus implements de dibuix. Els objectes dins del joc han de derivar dels objectes que estaven disponibles per a l'equip de filmació en el seu moment, mentre que els ordinadors tenen monitors monocromàtics i gràfics simples. Per crear l'autèntica distorsió del període en els monitors del joc, els desenvolupadors van gravar les seves animacions amb gravadors de VHS i Betamax, després van filmar aquestes seqüències de «velles televisions corbes portàtils» mentre ajustaven els ajustaments del trackings. L'alien mateix va ser dissenyat perquè sigui semblant al disseny original H. R. Giger de la criatura al primer film, incloent el cap semitransparent amb un crani visible per sota, a diferència dels dissenys que van ser utilitzats en les seqüeles. The Creative Assembly va crear entre 70 i 80 diferents sets d'animació per al xenomorf. 20th Century Fox va proveir a The Creative Assembly tres terabytes d'informació arxivada relacionada amb la pel·lícula original, incloent notes sobre dissenys de set i maquetes, fotos de darrere d'escenes, vídeos, i els enregistraments originals dels efectes sonors per ajudar a Creative Assembly a recrear l'atmosfera de la pel·lícula de la manera més autèntica. Entre el material original que 20th Century Fox va lliurar a l'estudi hi ha la banda sonora original de la pel·lícula, a la qual els desenvolupadors van regravar diverses de les peces originals amb una orquestra completa, incloent a alguns dels músics que van treballar a la banda sonora de la primera pel·lícula.
La primera cobertura de la premsa es va donar el 12 de maig de 2011, quan Ed Vaizey va visitar l'estudi i va revelar al seu compte de Twitter que estaven buscant personal per a un joc d′Alien. Sega després va confirmar a CVG que Creative Assembly estava treballant en un nou joc de Alien i que esperava que el títol estigui «al nivell de Dead Space 2». Ni l'estudi ni la distribuïdora no van ser gaire clars en el gènere del joc, i tampoc van dir si es tractaria d'un joc d'estratègia, la categoria per la qual The Creative Assembly és més coneguda. No obstant, CA sí que va confirmar a CVG que el joc arribaria a les consoles, però va especificar cap format. El director de Creative Assembly, Mike Simpson, va dir que Sega els havia encomanat guanyar premis, però no se sentia sota gaire pressió dient «ens agrada guanyar premis». «Aquest és un projecte triple A», va afegir el director de Sega, Mike Hayes. «Volem que aquest joc sigui del mateix nivell que jocs com Dead Space 2». El nom del joc va ser anticipat després del registre d'una marca registrada, i el joc va ser confirmat formalment amb el llançament d'un tràiler el 7 de gener de 2014.

## Màrqueting i llançament
Alien: Isolation es va presentar per primera vegada el 12 de maig de 2011 quan el ministre del govern del Regne Unit Ed Vaizey va visitar Creative Assembly i va revelar al seu compte de Twitter que l'estudi estava contractant per a un joc Alien. Tot i que no es van confirmar detalls del joc, Sega va confirmar que Isolation es llançaria per a consoles. El cap de Sega, Mike Hayes, va dir que era "un projecte de tipus triple-A. Volem que sigui semblant a Dead Space 2." Tot i que el nom del joc es va anticipar després d'un registre de marca registrada l'octubre de 2013 i algunes captures de pantalla es van filtrar el desembre de 2013, Alien: Isolation es va anunciar i confirmar per a PlayStation 3, PlayStation 4, Windows, Xbox 360 i Xbox One amb el llançament d'un tràiler teaser el 7 de gener de 2014. El fet que l'anterior joc Alien de Sega, Aliens: Colonial Marines, va rebre una reacció pública negativa no va afectar Creative Assembly. Segons Napper, la reacció vocal de la base de fans d′Alien va assegurar a l'equip que estaven fent un joc que la base de fans volia.
Alien: Isolation es va presentar a l'E3 2014, on els periodistes van tenir l'oportunitat de jugar el joc. Polygon va descriure la demostració com a eficaç i aterridora. El joc també es podia jugar als auriculars Oculus Rift de realitat virtual (VR) que es van mostrar a la presentació. Va ser guardonat com a Millor joc de realitat virtual i va ser nominat a Game of the Show, Millor joc de Xbox One, Millor joc de PlayStation 4, Millor joc de PC i Millor joc d'acció als premis IGN Best of E3 2014. Als Game Critics Awards de 2014, va ser nominat a Millor show, Millor joc de consola i Millor joc d'acció/aventura. L'agost de 2014, es va mostrar un tràiler cinematogràfic a Gamescom. Alien: Isolation es va estrenar el 7 d'octubre de 2014. Segons Sega, havia venut més d'un milió de còpies a tot el món al gener de 2015. Al març de 2015, Alien: Isolation havia venut més de 2,1 milions de còpies a Europa i als Estats Units. Va ser portat per Feral Interactive a Linux i OS X a finals de 2015, a Nintendo Switch el 5 de desembre de 2019, i als dispositius Android i iOS el 16 de desembre de 2021, i es va afegir al servei Amazon Luna el 14 d'octubre de 2021.

### Contingut descarregable
Alien: Isolation admet contingut addicional del joc en forma de paquets de contingut descarregable. Els dos primers paquets, Crew Expendable i Last Survivor, estaven disponibles en el moment del llançament. Crew Expendable, va incloure a la "Nostromo Edition", reviure una escena d′Alien i implica el jugador que controla Ripley, Dallas o Parker intentant expulsar una criatura alienígena de les sortides d'aire de Nostromo a la resclosa d'aire de la nau. Last Survivor, que originalment es va posar a disposició dels jugadors que van fer la reserva anticipada a determinats minoristes, es desenvolupa durant el final de la pel·lícula i implica que el jugador controla Ripley mentre intenta activar la seqüència d'autodestrucció del "Nostromo" i arribar a la llançadora d'escapament.
Entre l'octubre de 2014 i el març de 2015, es van llançar cinc paquets de contingut descarregable addicionals, ampliant el mode supervivent amb noves funcions. Es podria comprar un abonament de temporada per a aquests cinc paquets del mode Supervivència abans que es publiquessin. El primer paquet, Corporate Lockdown, es va llançar el 28 d'octubre de 2014 i inclou tres nous mapes de reptes on el jugador ha d'assolir determinats objectius. El segon paquet, Trauma, es va llançar el 2 de desembre de 2014 i inclou un personatge nou per utilitzar-lo en tres mapes de reptes addicionals. El tercer paquet, Safe Haven, es va llançar el 13 de gener de 2015 i presenta un nou personatge i un nou mode de joc on el jugador ha de completar una sèrie de missions amb un límit de temps. El quart paquet, Lost Contact, que es va llançar el 10 de febrer de 2015, és similar a Safe Haven, però ofereix un personatge jugable i un entorn diferents. L'últim paquet, The Trigger, es va llançar el 3 de març de 2015 i inclou tres mapes de reptes addicionals i un nou personatge jugable. A finals de 2015 es va llançar una col·lecció amb el joc base i tots els paquets de contingut descarregables per a Linux, OS X, PlayStation 4 i Xbox One.

## Rebuda
La recepció crítica d′Alien: Isolation va ser "generalment favorable", segons l'agregador de ressenyes Metacritic. Josh Harmon de Electronic Gaming Monthly va considerar que Alien: Isolation "té èxit com un esforç genuí per capturar l'esperit de la franquícia de pel·lícules en forma jugable, en lloc d'un intent mandrós d'utilitzar-lo com a un teló de fons fàcil per a un cobrament amb un gènere poc adequat." Escrivint per a GameSpot, Kevin VanOrd va elogiar el joc tens i aterridor, afirmant que "quan tota la mecànica funciona com es pretenia, l'evasió alienígena és el temor destil·lat en la seva forma més pura i senzilla". No obstant això, ha criticat la progressió "d'assaig i error" i les frustrants distàncies entre els punts de parada. Jeff Marchiafava de Game Informer va declarar punts similars, però va criticar la veu i el diàleg.
Les imatges i l'ambient van ser elogiats. L'editor de Polygon Arthur Gies va considerar que Alien: Isolation és "un joc preciós, ple d'ombres profundes i misteri a cada cantonada", mentre que Dan Whitehead d′Eurogamer va elogiar la il·luminació. i un disseny d'entorns inusualment convincent. Ryan McCaffrey de IGN va donar bones notes a la direcció d'art retrofuturista i al disseny de so, escrivint: "Des de fumaroles que surten per les obertures d'aire fins a núvols de boira blanca que enfosquin la teva visió quan tornes a activar el suport vital d'una zona per ajudar els vostres objectius sigilosos, "Isolation" sens dubte sembla i sona com una part de l'univers de "Alien". De la mateixa manera, PC Gamer va dir que el disseny artístic diferencia Alien: Isolation d'altres com System Shock o Dead Space i crea un "món de ciència-ficció convincent, amb màquines i entorns que són funcionals i utilitaries, més que obertament futuristes".
Els personatges van ser criticats; Game Informer va afirmar que "Amanda mostra poc creixement o personalitat, a part de la preocupació pels seus companys humans i el desig de no morir horriblement". mentre que Blake Peterson de GameRevolution va assenyalar que cap dels personatges està totalment desenvolupat. Segons ell, "mai passem prou temps amb ells per construir el vincle emocional necessari perquè les seves morts inevitables signifiquin res." GameTrailers va dir que la majoria dels terminals informàtics contenen registres no originals per descriure esdeveniments previsibles, però també va remarcar que la lectura d'informes de diferents terminals informàtics "afavoreix Sebastopol d'una manera apreciable."
Escrivint per a GamesRadar, David Houghton va elogiar la intel·ligència artificial avançada de l'extraterrestre, afirmant que "el progrés es converteix en un cas de 'si' i 'com', no de 'quan'. El moviment es mesura en polzades i peus més aviat que els metres, i simplement mantenir-se amb vida esdevé més estimulant que qualsevol objectiu assolit." Peterson va elogiar el joc com a tens, espantós i efectiu, i va escriure que Alien: Isolation és "un exemple sòlid i increïblement sorprenent del gènere [survival horror] que utilitza la seva perspectiva en primera persona per personalitzar millor l'horror". PC Gamer va acreditar el sistema d'elaboració d'objectes per crear "molta profunditat inesperada", permetent als jugadors superar els enemics de múltiples maneres. El mode Survivor va ser elogiat per Chris Carter de Destructoid, que va considerar que oferia als jugadors diferents sentiments i experiències cada vegada que el jugaven.
Tot i que la jugabilitat va ser elogiada per diversos crítics, alguns van trobar "Isolation" innecessàriament llarg, repetitiu i implacable. En una revisió mixta, McCaffrey va considerar que no oferia moltes opcions de supervivència, la qual cosa va obligar els jugadors a passar la major part del temps amagant-se a les taquilles "mirant el rastrejador de moviment". Polygon va criticar la sobreexposició a la criatura alienígena, convertint Alien: Isolation en una experiència irritant. Com va explicar Gies: "Cada cop que em pensava escoltar el monstre, cada cop al meu rastrejador de moviments, al principi va ser una causa d'opressió al pit. A la 300a vegada que em vaig ficar sota una taula o dins d'un armari ja no m'espanta més, ja estava enfadat." Malgrat les crítiques, Alien: Isolation va ser considerat "valent" per IGN a causa de la seva difícil jugabilitat, una característica poc habitual en jocs amb grans costos de desenvolupament.

### Premis
Alien: Isolation va rebre diversos premis de final d'any, com ara el joc de l'any 2014 de PC Gamer, l'èxit de la banda sonora als 11th British Academy Games Awards, el millor so als 15th Game Developers Choice Awards i quatre premis a la 14th National Academy of Video Game Trade Reviewers. També va aparèixer en diverses llistes de final d'any dels millors jocs del 2014. Va ser el primer lloc a The Daily Telegraph dels 25 millors videojocs del 2014, 2n a Empire dels 10 millors jocs de l'any, 2n en Time dels 10 millors videojocs del 2014, 4t als 25 millors jocs de The Guardian del 2014, 3r als 50 millors jocs dels lectors del 2014 per Eurogamer, i a Daily Mirror dels 10 millors jocs del 2014. El 2015, Alien: Isolation va ocupar el sisè lloc de la llista Kotaku dels 10 millors jocs de terror. El 2018, The A.V. Club va classificar Alien: Isolation com el cinquè millor joc de terror de tots els temps en una llista de 35, mentre que GamesRadar+ va classificar Alien: Isolation com el tercer millor joc de terror de tots els temps de 20.
| \| Any \| Premi \| Categoria \| Destinatari \| Resultat \| Ref. \| \| ---- \| ---------------------------------------------------------- \| --------------------------------------------- \| --------------------------------------------------- \| --------- \| -------- \| \| 2014 \| The PC Gamer 2014 Game of the Year Awards \| Game of the Year \| Alien: Isolation \| Guanyador \| [69] \| \| 2014 \| GamesRadar's Game of the Year 2014 Awards \| Best Horror Game \| Alien: Isolation \| Guanyador \| [82] \| \| 2014 \| Rock, Paper, Shotgun's Bestest Best Games of 2014 \| Best Horror Game \| Alien: Isolation \| Guanyador \| [83] \| \| 2014 \| New Statesman's The Games of the Year 2014 \| The Best Game \| Alien: Isolation \| Guanyador \| [84] \| \| 2014 \| Giant Bomb's 2014 Game of the Year Awards \| Best Horror Game \| Alien: Isolation \| Runner-Up \| [85] \| \| 2014 \| The Game Awards 2014 \| Best Action/Adventure \| Alien: Isolation \| Nominat \| [86][87] \| \| 2014 \| The Game Awards 2014 \| Best Score/Soundtrack \| Alien: Isolation \| Nominat \| [86][87] \| \| 2014 \| Kotaku Australia Awards 2014 \| Console Game of the Year \| Alien: Isolation \| Guanyador \| [88] \| \| 2014 \| Kotaku Australia Awards 2014 \| Overall Game of the Year \| Alien: Isolation \| Guanyador \| [89] \| \| 2014 \| Kotaku Australia Awards 2014 \| Biggest Surprise of the Year \| Alien: Isolation \| Guanyador \| [90] \| \| 2015 \| 11th British Academy Games Awards \| Best Game \| Alien: Isolation \| Nominat \| [70] \| \| 2015 \| 11th British Academy Games Awards \| British Game \| Alien: Isolation \| Nominat \| [70] \| \| 2015 \| 11th British Academy Games Awards \| Game Design \| Alien: Isolation \| Nominat \| [70] \| \| 2015 \| 11th British Academy Games Awards \| Game Innovation \| Alien: Isolation \| Nominat \| [70] \| \| 2015 \| 11th British Academy Games Awards \| Audio Achievement \| Alien: Isolation \| Guanyador \| [70] \| \| 2015 \| 11th British Academy Games Awards \| Music \| Alien: Isolation \| Nominat \| [70] \| \| 2015 \| 15th Game Developers Choice Awards \| Game of the Year \| Alien: Isolation \| Nominat \| [71] \| \| 2015 \| 15th Game Developers Choice Awards \| Best Audio \| Alien: Isolation \| Guanyador \| [71] \| \| 2015 \| 15th Game Developers Choice Awards \| Best Visual Arts \| Alien: Isolation \| Nominat \| [71] \| \| 2015 \| 14th National Academy of Video Game Trade Reviewers awards \| Game Engineering \| Alien: Isolation \| Guanyador \| [72] \| \| 2015 \| 14th National Academy of Video Game Trade Reviewers awards \| Lighting/Texturing \| Alien: Isolation \| Guanyador \| [72] \| \| 2015 \| 14th National Academy of Video Game Trade Reviewers awards \| Sound Effects \| Alien: Isolation \| Guanyador \| [72] \| \| 2015 \| 14th National Academy of Video Game Trade Reviewers awards \| Use of Sound, Franchise \| Alien: Isolation \| Guanyador \| [72] \| \| 2015 \| 13th Visual Effects Society Awards \| Outstanding Real-Time Visuals in a Video Game \| Jude Bond, Al Hope, Howard Rayner, Oriol Sans Gomez \| Nominat \| [91][92] \| |                                                            |                                               |                                                     |           |               |
| Any | Premi                                                      | Categoria                                     | Destinatari                                         | Resultat  | Ref.          |
| 2014 | The PC Gamer 2014 Game of the Year Awards                  | Game of the Year                              | Alien: Isolation                                    | Guanyador | [ 69 ]        |
| 2014 | GamesRadar's Game of the Year 2014 Awards                  | Best Horror Game                              | Alien: Isolation                                    | Guanyador | [ 82 ]        |
| 2014 | Rock, Paper, Shotgun's Bestest Best Games of 2014          | Best Horror Game                              | Alien: Isolation                                    | Guanyador | [ 83 ]        |
| 2014 | New Statesman's The Games of the Year 2014                 | The Best Game                                 | Alien: Isolation                                    | Guanyador | [ 84 ]        |
| 2014 | Giant Bomb's 2014 Game of the Year Awards                  | Best Horror Game                              | Alien: Isolation                                    | Runner-Up | [ 85 ]        |
| 2014 | The Game Awards 2014                                       | Best Action/Adventure                         | Alien: Isolation                                    | Nominat   | [ 86 ] [ 87 ] |
| 2014 | The Game Awards 2014                                       | Best Score/Soundtrack                         | Alien: Isolation                                    | Nominat   | [ 86 ] [ 87 ] |
| 2014 | Kotaku Australia Awards 2014                               | Console Game of the Year                      | Alien: Isolation                                    | Guanyador | [ 88 ]        |
| 2014 | Kotaku Australia Awards 2014                               | Overall Game of the Year                      | Alien: Isolation                                    | Guanyador | [ 89 ]        |
| 2014 | Kotaku Australia Awards 2014                               | Biggest Surprise of the Year                  | Alien: Isolation                                    | Guanyador | [ 90 ]        |
| 2015 | 11th British Academy Games Awards                          | Best Game                                     | Alien: Isolation                                    | Nominat   | [ 70 ]        |
| 2015 | 11th British Academy Games Awards                          | British Game                                  | Alien: Isolation                                    | Nominat   | [ 70 ]        |
| 2015 | 11th British Academy Games Awards                          | Game Design                                   | Alien: Isolation                                    | Nominat   | [ 70 ]        |
| 2015 | 11th British Academy Games Awards                          | Game Innovation                               | Alien: Isolation                                    | Nominat   | [ 70 ]        |
| 2015 | 11th British Academy Games Awards                          | Audio Achievement                             | Alien: Isolation                                    | Guanyador | [ 70 ]        |
| 2015 | 11th British Academy Games Awards                          | Music                                         | Alien: Isolation                                    | Nominat   | [ 70 ]        |
| 2015 | 15th Game Developers Choice Awards                         | Game of the Year                              | Alien: Isolation                                    | Nominat   | [ 71 ]        |
| 2015 | 15th Game Developers Choice Awards                         | Best Audio                                    | Alien: Isolation                                    | Guanyador | [ 71 ]        |
| 2015 | 15th Game Developers Choice Awards                         | Best Visual Arts                              | Alien: Isolation                                    | Nominat   | [ 71 ]        |
| 2015 | 14th National Academy of Video Game Trade Reviewers awards | Game Engineering                              | Alien: Isolation                                    | Guanyador | [ 72 ]        |
| 2015 | 14th National Academy of Video Game Trade Reviewers awards | Lighting/Texturing                            | Alien: Isolation                                    | Guanyador | [ 72 ]        |
| 2015 | 14th National Academy of Video Game Trade Reviewers awards | Sound Effects                                 | Alien: Isolation                                    | Guanyador | [ 72 ]        |
| 2015 | 14th National Academy of Video Game Trade Reviewers awards | Use of Sound, Franchise                       | Alien: Isolation                                    | Guanyador | [ 72 ]        |
| 2015 | 13th Visual Effects Society Awards                         | Outstanding Real-Time Visuals in a Video Game | Jude Bond, Al Hope, Howard Rayner, Oriol Sans Gomez | Nominat   | [ 91 ] [ 92 ] |

## Llegat
Tot i que Sega va dir que les vendes d′Isolation van ser febles, Creative Assembly va considerar originalment la possibilitat de desenvolupar una seqüela. Més tard, es va revelar que la majoria de l'equip de disseny d′Alien: Isolation ja no treballava a Creative Assembly, i que l'empresa estava treballant en un shooter tàctic en primera persona basat en una nova IP. El 2016, es va publicar una adaptació del videojoc de pinball, Aliens vs. Pinball, per als vídeojocs Zen Pinball 2 i Pinball FX 2 desenvolupats per Zen Studios. Dues seqüeles de còmics, Aliens: Resistance i Aliens: Rescue, i una novel·lització de Keith DeCandido, es van publicar el 2019. Una seqüela derivada desenvolupada per D3 Go, Alien: Blackout, es va llançar per a dispositius mòbils el 24 de gener de 2019. mentre que una adaptació de la sèrie de televisió web, Alien: Isolation – The Digital Series, es va estrenar a IGN el 28 de febrer de 2019.